# Transportador ABC

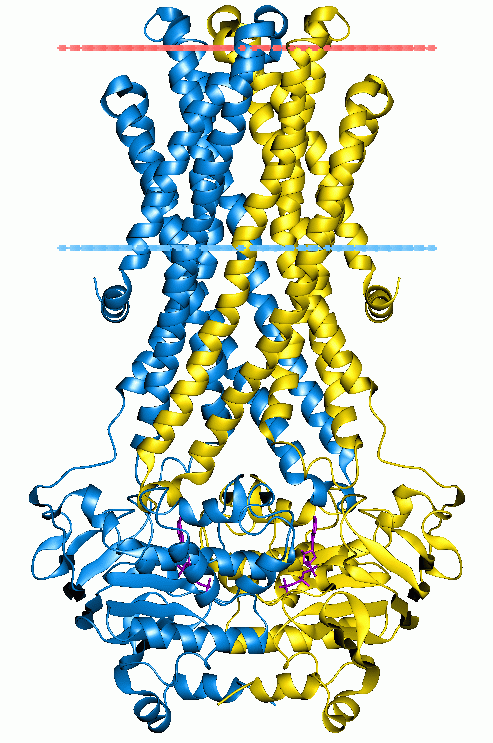
Flipasa lipídica MsbA

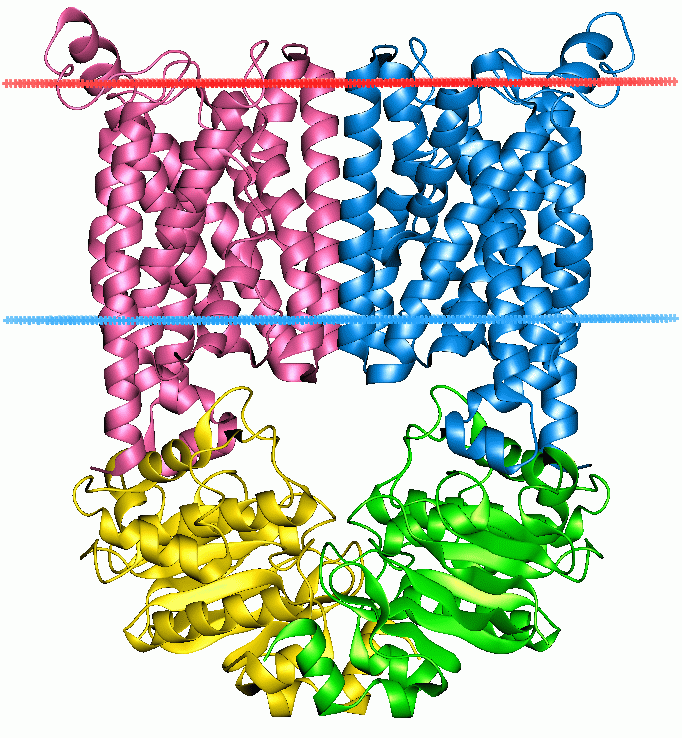
Vitamina B₁₂ transportador, BtuCD

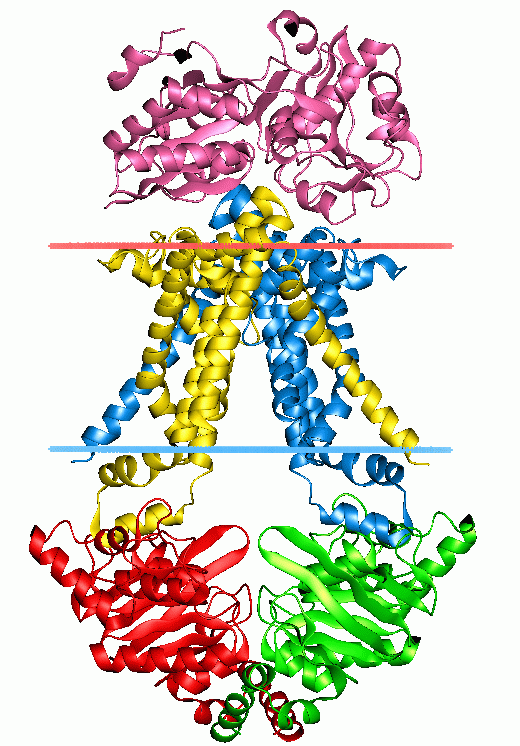
Transportador AB del molibdè ₂C₂ complex en conformació oberta

Els transportadors ABC (en anglès ATP-binding cassette transporters) són membres d'una família de proteïnes molt extensa. De fet, la més gran i antiga de les famílies amb representats a tots els fílum, des dels procariotes als humans. Aquests transportadors són proteïnes transmembrana que utilitzen l'energia de la hidròlisis de l'adenosina trifosfat (ATP) per dur a terme determinats processos biològics, inclòs el transport de diversos substrats a través de la membrana i altres processos no relacionats amb el transport, com ara la translació d'ARN i la reparació d'ADN. Els transportador ABC transporten una gran varietat de substrats entre la membrana extracel·lular i la intracel·lular, fins i tot productes del metabolisme, lípids, esterols i medicaments. Les proteïnes són classificades com a transportadors ABC segons la seqüència i l'organització del seu domini. Els transportadors ABC estan relacionats amb la resistència als tumors, la fibrosi quística, la resistència dels bacteris a diversos fàrmacs i a altres malalties hereditàries humanes..

## Funció
Els transportadors ABC utilitzen l'energia de la hidròlisi de l'ATP per transportar diferents substrats a través de les membranes cel·lulars. Estan dividits en tres categories funcionals principals. En els procariotes, els importadors regulen l'absorció de nutrients per part de la cèl·lula. Entre els substrats que poden ser transportats s'inclouen ions, aminoàcids, pèptids, sucres i altres molècules (la majoria de les quals són hidròfiles).
La regió transmembrana del transportador ABC protegeix els substrats hidròfils dels lípids de la bicapa lípidicaque forma la membrana donant-nos un camí a través d'aquesta. Els eucariotes no tenen importadors.
Els exportadors (en anglès també reben el nom d'effluxers), presents en procariotes i eucariotes, funcionen com unes bombes que treuen toxines i medicaments o drogues de la cèl·lula. En bacteris Gramnegatives, els exportadors transporten lípids i alguns polisacàrids del citoplasma al periplasma.
El tercer subgrup de proteïnes ABC no funcionen com a transportadors. En lloc d'això estan involucrats a la traducció i en els processos de reparació del DNA.

### Proteïnes ABC Procariotes
Els transportadors ABC dels bacteris són essencials en la variabilitat cel·lular, la virulència i la patogenicitat. Els sistemes ABC que agafen ferro, per exemple, són importants elements de virulència. Els patògens utilitzen siderofores (del grec “carregador de ferro”) per agafar el ferro que està en un complex amb una alta afinitat per les proteïnes d'unió al ferro o eritròcits. Aquestes molècules tenen una alta afinitat per unir-se als complexos de ferro que són secretats pel bacteri i tornen el tornen a absorbir amb els complexos ferro-siderofores. El gen chvE-gguAB en l'Agrobacterium tumefaciens codifica els importadors de glucosa i galactosa que també estan associats amb la virulència. Els transportadors són extremadament vitals en la supervivència de les cèl·lules, ja que funcionen com uns sistemes proteics que actuen en qualsevol canvi perjudicial que tingui lloc a la cèl·lula. Per exemple, un potencial augment letal de la pressió osmòtica, és contrarestat amb l'activació d'un tipus determinat de transportadors ABC, que regulen l'obtenció de soluts. A part de funcionar en el sector del transport, algunes proteïnes ABC de bacteris estan també involucrades en la regulació de diversos processos fisiològics.
En els sistemes exportadors dels bacteris, certes substàncies que necessiten ser extretes de la cèl·lula inclouen components de la superfície del bacteri (per exemple, polisacàrids de la càpsula, liposacàrids, i àcid teicoic), proteïnes relacionades amb la patogènesis del bacteri (com ara hemòlisis, la proteïna d'unió al grup hemo i l'alcalin-proteasa), el grup hemo, enzims hidrolítics, proteïnes S-layer, factors de competència, toxines, Lantibiotics, bacteriocins, antibiòtics per pèptids, drogues o medicaments i siderofores. També tenen un paper important en rutes biosintètiques, entre les quals també es conten la biosíntesi de polisacàrids extracel·lulars i la biogènesi de citocrom.

### Proteïnes ABC Eucariotes
Encara que la majoria dels transportadors ABC eucariotes són exportadors, alguns no estan directament implicats en el transport de substrats. En el regulador transmembrana la de la fibrosi quística (CFTR) i en el receptor de la sulfonilurea (SUR), la hidròlisis de l'ATP està associada amb la regulació de l'obertura i el tancament de canals d'ions regulats per la proteïna ABC o per altres proteïnes.
Els transportadors ABC humans estan relacionats amb diverses malalties sorgides dels polimorfismes en els gens ABC i rarament són causades per la pèrdua de la funció d'una, o d'unes poques, proteïnes ABC. Aquestes malalties inclouen la malaltia de Mendel i trastorns genètics complexos, com ara la fibrosi quística, l'adrenoleucodistròfia, la malaltia Stargardt, la malaltia de Tangier, malalties immunodeficiències, colèstasis progressiva familiar, la síndrome Dubin-Johnson, Pseudoxanthoma elàstic (PXE), una hipoglicemia hiperinsulínica persistent a la infància causada per una hiperplàsia focal, anèmia sideroblàstica lligada al cromosoma X, degeneració macular associada a l'edat, una hipoapoproteïnemia familiar, Fundus flavimaculatis, Retinitis pigmentosum, una distrofia de l'ull, i altres. La família de les ABCB (MDR/TAP) humanes és la responsable de la resistència múltiple a fàrmacs (MDR), en contra de la varietat de les estructures relacionades a fàrmac. Les ABCB1 o MDR1 p-glicoproteïna està també relacionada amb altres processos biològics en els quals el transport lipídic és el pas principal. Aquestes glicoproteïnes serveixen per regular la secreció de l'esteroide aldosterona (responsabilitat de les glàndules adrenals), i la seva inhibició bloqueja la migració de les cèl·lules immunes dendrítiques, segurament relacionades amb el transports cap a fora pel lípid a través del Factor activador de plaquetes. També s'ha descobert que l'ABCB1 regula el transport de cortisol i dexametasona, però no el de progesterona en unes cèl·lules ABCB1 determinades. La MDR1 també pot transportar colesterol, cadenes curtes i llargues de formes anàlogues de la fosfatidilcolina (PC), fosfatidiletanolamina (PE), fosfatidilserina (PS), esfingomielina (SM) i glucosilceramida (GlcCer). El transport multi específic de diversos lípids endògens a través del transportador MDR1 possiblement pot afectar la distribució dels lípids en la bicapa lipídica, en particular les espècies que normalment predominen a la part de dins de la membrana que toca al plasma, com ara el PS i el PE.
Més recentment, s'ha demostrat que els transportadors ABC estan també a la placenta, la qual cosa indica que poden tenir un paper de protecció del fetus en desenvolupament davant dels xenobiòtics.

## Estructura
La característica comuna en tots els transportadors ABC és que consisteixen en dos dominis diferents, el domini transmembrana (TMD) i el domini d'unió del nucleòtid (NBD). El TMD, també anomenat domini transmembrana (MSD) o domini de membrana integral (IM), consisteix en una sèrie d'hèlix alfa, incrustades a la bicapa lipídica que forma la membrana. Reconeix una gran varietat de substrats i indueix canvis conformacionals per tal de poder transportar el substrat a través la membrana. La seqüència i l'arquitectura dels TMDs és variable, reflectint així la diversitat química dels substrats que poden ser transportats. El NBD o domini de l'ATP-binding casette (ABC), d'altra banda, està localitzat al citoplasma i té una seqüència molt estable. El NBD és el punt d'unió per l'ATP. En la majoria d'exportadors, el domini transmembrana N-terminal i els dominis ABC C-terminal es fusionen en una sola cadena de polipèptids, que queda com TMB-NBD-TMD-NDB. Un exemple és l'exportador d'hemolisina de l'E. coli (HlyB).
Els importadors tenen una organització invertida (NBD-TMD-NBD-TMD), on el domini ABC és N-terminal, mentre que el TMD és C-terminal, com ara en la MacB proteïna de l'E. coli, responsable de la resistència als macròlids.
L'estructura dels transportadors ABC consisteix bàsicament en dos TMDs i dos ABCs. Quatre cadenes de polipèptids individuals, incloent dues subunitats TMD i dues NDB, es poden combinar per formar un transportador complet, com ara en el cas de l'importador BtuCD de l'E. coli implicat en l'absorció de vitamina B12. Molts exportadors, com ara l'exportador multidroga Sav1866 del Staphylococcus aureus, són formats per un homodímer, que consisteix en dos mitjos transportadors o monòmers d'un TMD fusionat a un NBD. Un transportador complet és necessari per guanyar funcionalitat. Alguns transportadors ABC tenen elements addicionals que contribueixen a regular la funció d'aquest tipus de proteïnes. En particular, els importadors tenen una alta afinitat amb la proteïna d'unió (binding protein, (BP)) que específicament s'associa amb el substrat en al periplasma perquè aquest sigui enviat al transportadors ABC apropiat. Els exportadors no tenen aquestes BP, però tenen un domini intracel·lular (ICD) que s'uneix a les hèlixs de la regió membrane-spanning i el domini ABC. Es creu que l'ICD és el responsable de la comunicació entre el TMD i el NBD.

### Dominis de transmembrana (TMD)
La majoria dels transportadors tenen dominis de transmembrana, que consisteixen en un total de dotze hèlix α, amb sis d'elles per cada monòmer. Com que els TMDs són diversament estructurals, alguns transportadors tenen un nombre variable d'hèlix (entre sis i dotze). Els dominis TM són classificats en tres grups diferents: importador ABC tipus I, importador ABC tipus II i exportador ABC. La classificació dels importadors plegats està basada en la caracterització detallada de les seqüències. L'importador ABC tipus I plegat va ser originalment observat en la subunitat ModB TM del transportador del molibdè. Aquest plegament diagnòstic també es pot trobar a les subunitats del TM, més concretament de la part MalFGK2, anomenades MalF i MalG₂, i en el MetI, transportador del Met. En el transportador MetI, un mínim grup de cinc hèlix transmembrana constitueixen aquest plegament mentre que una hèlix addicional és present tant en el ModB com en el MalG. L'organització més estesa del plegament és la topologia “dalt-baix” (up-down en anglès) de les hèlixs del TM2-5, que cobreix la ruta del transport i l'hèlix TM1 s'emboliquen l'una al voltant de l'altre, en la cara exterior de la membrana i entra en contacte amb les altres hèlix TM. L'importador ABC de plegament tipus II s'observa al vintè domini de les hèlixs TM del BtuCD [15] i en el Hi1471, un transportador homòleg de Haemophilus influenzae. En el BtuCD, l'empaquetament de les hèlixs és complex. La característica que ressalta és que l'hèlix TM2 està posicionada a través del centre de la subunitat, on està envoltada per les altres hèlix. Mentrestant, les hèlixs TM5 I TM10 estan posicionades a la interfase de la TMD. La regió transmembrana dels exportadors ABC està organitzada en dos “ales” que estan compostes d'hèlix TM1 i TM2 d'una subunitat i TM3-6 de l'altre, en un domini d'intercanvi establert. Un fet que crida l'atenció és que les hèlixs TM1-3 estan relacionades amb el TM4-6 per aproximadament una rotació de dos plecs a partir d'un eix del pla de membrana.

### Domini d'unió del nucleòtid (NBD)
El domini ABC consisteix en dos dominics, el domini del centre catalític similar al motor d'ATPases semblant al RecA i el més petit, amb diversitat estructural dels anomenats subdominis alfa-helical, que és l'únic en els transportadors ABC. El domini més llarg consisteix generalment en dos fulles β i sis hèlix α, on la unitat catalítica Walker A (GXXGXGKS/T on X és qualsevol aminoàcid) o P-loop (volta P) i la unitat Walker B (ΦΦΦΦD, on Φ és un residu hidròfob) estan situades. El domini helical consisteix en tres o quatre hèlix i la unitat de signatura de l'ABC, també coneguda com a unitat LSGGQ, hi uneix pèptids o unitats C. El domini ABC també té residus de glutamina en una volta flexible anomenada Q loop (volta Q), tapa o intercanvi γ-fosfat, que connecta la TMD i l'ABC. Es pensa que la volta Q està relacionada en la interacció del NBD i el TMD, particularment en l'aparellament de la hidròlisis dels nuclèotids per fer els canvis conformacionals del TMD durant el transport del substrat. La unitat H o les regions de canvi contenen un residu d'histidina molt estable que és també important en la interacció del domini ABC amb l'ATP. El nom ATP binding cassette deriva de la disposició diagnosticada dels plecs o unitats d'aquesta classe de proteïnes davant la formació d'un entrepà d'ATP i de la hidròlisi de l'ATP.

### Unió d'ATP i Hidròlisis
La formació dels dímers dels dos dominis ABC dels transportadors requereix la unió de molècules ATP. Generalment, s'observa que l'estat lligat de l'ATP és associat amb la interfase més extensiva entre els dominis ABC, mentre que les estructures dels transportadors lliures de nucleòtids mostren conformacions amb una gran separació entre els dominis ABC. Les estructures de l'estat de l'ATP lligat dels NBDs aïllats depenen de diversos importadors, incloent l'HisP, el GlcV, el MJ1267, el MalK de l'E. coli (E.c.MalK), el MalK del T. litoralis (TlMalK), i exportadors com el TAP, el HlyB, el MJ0796, el Sav1866, i el MsbA. En aquests transportadors, l'ATP es troba unit al domini ABC. Dos molècules d'ATP són posicionades a la interfase de dímer, col·locades entre la unitat Walker A d'una de les subunitats i la unitat LSGGQ de l'altre. Aquest fet va ser per primer cop observat en el Rad50. i inferit a les estructures de MJ0796, la subunitat de NBD del transportador Lo1D del Methanococcus jannaschii i l'E.c.MalK del transportador de maltosa. Aquestes estructures són consistents amb els resultats d'estudis que revelen que l'ATP està en contacte molt proper amb residus en la volta P i la unitat LSGGQ durant la catàlisi.
La unió de nucleòtids és necessari per assegurar la integritat electroestàtica i/o estructural del lloc actiu i contribuir en la formació d'un dímer actiu de NBD. La unió de l'ATP és establerta per les següents interaccions: (1) interacció ring-stracking d'un residu aromàtic que precedeix la unitat Walker A i l'anell d'adenosina de l'ATP, (2) ponts d'hidrogen entre un residu de lisina estable en el tema Walker A i els àtoms d'oxigen dels fosfats β i γ de l'ATP i la coordinació d'aquests fosfats i alguns residus de la unitat Walker A amb la presència de l'ió Mg2+ ion, i (3) la coordinació del fosfat γ amb el costat d'una cadena de serina i grups amida de residus de glicina en la unitat LSGGQ. A més, el residu que suggereix una unió molt junta i forta entre la unió de l'ATP i la dimerització, és la histidina conservada de la volta H. Aquesta histidina contacta amb els residus a través del punt de contacte del dímer en la unitat Walker A i la volta D, una seqüència conservada que segueix a la unitat Walker B.
La hidròlisis enzimàtica de l'ATP requereix la corresponent unió de fosfats i el posicionament del fosfat γ a l'aigua atacant. En el lloc on es produeixen unions al nucleòtid (nucleotide binding site) els àtoms d'oxigen dels fosfats β i γ de l'ATP són estabilitzats per residus en la unitat Walker A i coordinats pel Mg2+. Aquest ió també es coordina amb el residu terminal d'aspartat en la unitat Walker B a través de l'H₂O atacant. Una base general, com pot ser el residu del gultamat adjacent a la unitat Walker B, glutamina a la volta Q, o una histidina en una regió de canvi que forma un pont d'hidrogen amb el fosfat γ de l'ATP, és la responsable de catalitzar la velocitat de la hidròlisis de l'ATP donant força a l'H₂O atacant. El mecanisme molecular de la hidròlisis de l'ATP segueix sent polèmic.

## Mecanismes de Transport
Els ABC-transportadors són transportadors actius, la qual cosa significa que necessiten energia en forma d'adenosin trifosfat (ATP) per poder transportar els substrats a través de les membranes cel·lulars. Aquestes proteïnes utilitzen l'energia de l'ATP binding i/o de la hidròlisis de l'ATP per induir canvis conformacionals al domini transmembrana (TMD) i, a conseqüència d'això, hi ha un transport de molècules. Tots els importadors i exportadors ABC tenen en comú el mecanisme de transport del substrat a causa de les similituds en les seves estructures. El mecanisme que descriu els canvis conformacionals associats amb la unió del substrat és el model d'accés alternatiu. En aquest model, la unió dels substrats s'alterna entre les conformacions que estan cap a fora i cap a dins (outward i inward-facing). Les afinitats d'unió relatives entre les dues conformacions pel substrat determina en major part l'adreça de la xarxa de transport. Pels importadors, quan la translocació és dirigida del periplasma al citoplasma, aleshores la conformació que està de cara cap a fora (outward-facing) té més afinitat pel substrat. En canvi, l'afinitat d'unió del substrat en exportador és molt millor en les conformacions de cara cap a dins (inward-facing). Un model que descriu els canvis conformacionals en el NBD com un resultat de la unió de l'ATP i de la hidròlisis és el model d'ATP canviant (ATP-switch model). Aquest model presenta dues conformacions principals dels dominis d'unió de nucleòtids (NBDs, nucleotide binding domains): la formació d'un dímer tancat sobre binding dos molècules ATP i la dissociació en un dímer obert facilitat per la hidròlisis de l'ATP i l'alliberament de fosfat inorgànic (Pi) i d'adenosina difosfat (ADP). Canviar entre la conformació oberta i tancada del dímer indueix canvis conformacionals en el TMD que acaba portant al transport del substrat.
El mecanisme general pels transport cíclic d'ABC-transportadors no ha estat aclarit del tot, però ha estat acumulada informació bioquímica per donar suport al model segons el qual l'ATP binding i la hidròlisis s'associen als canvis conformacionals en el transportador. L'estat no actiu de tots els ABC-transportadors té el NBDs en una configuració dels dímers oberta amb una baixa afinitat per l'ATP però amb una alta afinitat pel lloc d'unió del substrat. Aquesta conformació oberta té una cambra accessible a l'interior del transportador. El cicle de transport és iniciat per la unió dels substrat al lloc amb máxima afinitat al TMDs, la qual cosa indueix canvis conformacionals al NBDs i millora la unió de l'ATP. Dues molècules d'ATP lligades, cooperen per formar la configuració tancada del dímer. El dímer NBD tancat indueix un canvi conformacional al TMDs de manera que aquest s'obre, formant una cambra amb l'oposat obert, igual que a l'estat inicial. L'afinitat dels subtrat cap al TMD es veu reduïda i d'aquesta manera s'allibera el substrat. La hidròlisis de l'ATP segueix i seqüencialment va alliberant fosfat Pi i aleshores l'ADP torna el transportador a la seva configuració basal. Encara que s'ha suggerit la idea d'un mecanisme comú, l'ordre de la unió dels substrats, dels nucleòtids i de la hidròlisi, i els canvis conformacionals, igual que les interaccions entre dominis, encara és font de debats.
Diversos grups que han estat estudiant els ABC-transportadors tenen diferents teories de la conducció de la força. En general s'assumeix que la hidròlisis de l'ATP fa la principal aportació d'energia (o “power stroke” en anglès) pel transport i que el NBD opera de manera alternativa i possiblement està involucrat en diferents passos del cicle del transport. De totes maneres, recent informació bioquímica mostra que la unió de l'ATP, i no la hidrólisis de l'ATP, fa aquesta gran aportació d'energia. També es pot donar que des que la unió de l'ATP provoqui la dimerització del NBD, i la formació del dímer pot representar aquest “power stroke”. A més, alguns transportadors tenen NBDs que no tenen les mateixes habilitats unint i hidrolitzant ATP i en els quals el punt d'unió amb el dímer NBD consisteix en dos butxaques ATP unides, suggerint una funció simultània dels dos NBDs en el cicle de transport.
Algunes proves mostren que la unió de l'ATP és bàsicament la principal aportació d'energia del cicle de transport que s'ha explicat. S'ha demostrar que la unió d'ATP indueix canvis en les propietats de la unió del substrat dels TMDs. L'afinitat dels ABC-transportadors pels substrats és molt difícil de mesurar de manera directa, i les mesures de manera indirecta, com per exemple a través de la simulació de l'activitat de l'ATPasa, reflecteixen molts cops altres passos de limitació. Recentment, les mesures directes de vinblastine binding to permease-glycoprotein (P-glicoproteïna) en la presència d'anàlogs de l'ATP que no són hidrolitzables (p.e. 5'-adenilil-β-γ-imidodilfosfat, AMP-PNP), demostra que la unió d'ATP, en absència de la hidròlisis, és suficient per reduir l'afinitat d'unió del substrat. A més, la unió d'ATP indueix canvis conformacionals substrancials als TMDs. Els estudis fets amb espectroscopia, accessibilitat a les proteases i crosslinking han demostrat que la unió d'ATP a NBDs indueix canvis conrformacionas al MRP1, el HisPMQ, el LmrA, i el Pgp. Estructures cristal·lines de dues dimensions amb un enllaç Pgp d'AMP-PNP mostren que el major canvi conformacional durant el cicle del transport passa sobre la unió dels ATP i la hidròlisis de l'ATP que ve a continuació introdueix canvis més limitats La rotació i la inclinació de les hèlixs alfa transmembrana poden contribuir a aquests canvis conformacionals. Altres estudis s'han centrat a confirmar que la unió de l'ATP indueix a la formació de dímers tancats de NBD. Estudis bioquímics del transport intacte de complexos suggereix que els canvis conformacionals en el NBDs són relativament petits. En l'absència d'ATP, els NBs poden ser relativament flexibles, però no involucra una major reorientació dels NBDs respecte als altres dominis. La unió d'ATP indueix a una rotació de cos rígid dels dos subdominis l'un respecte a l'altre, el que permet l'alineament adequat del nucleòtid en el lloc actiu i la interacció amb els temesdesignats. Hi ha una evidència molt forta que afirma que la unió de dues molècules d'ATP pot ser cooperativa, i si és així, l'ATP ha d'estar lligat a les butxaques dels dos llocs actius abans que els NBDs puguin dimeritzar i formar la conformació activa tancada i catalítica

## Importadors ABC
La majoria dels transportadors ABC que regulen l'obtenció de nutrients i altres molècules en els bacteris depenen d'una proteïna d'unió d'alta afinitat al solut (BP, de binding protein). Les BPs són proteïnes solubles localitzades a l'espai periplasmàtic entre la membrana interior i l'exterior dels bacteris Gramnegatius. Els microorganismes Grampositius els falta un periplasma, aleshores la seva BP és normalment una lipoproteïna unida a la cara externa de la membrana cel·lular. Algunes bacteris Grampositives tenen BPs fusionades al domini transmembrana del transportador. La primera estructura que es va aconseguir a partir de la difracció de raigs X d'un importador ABC intacte va ser la del transportador de molibdè (ModBC-A) de lArchaeoglobus fulgidus. Les estructures atòmiques dels tres altres importadors dels bacteris, BtuCD de lE. coli, el transportador de maltosa de lE. coli (MalFGK2-E), i l'hipotètic transportador de quelants de metalls de lHaemophilus influenza, HI1470/1 també han estat determinades. Les estructures aporten imatges detallades de la interacció de la transmembrana i els dominis ABC, igual que revelen dos conformacions diferents amb una obertura en dues direccions oposades. Una altra característica comuna dels importadors és que cada NBD està lligat a un TMD, fonamentalment a través d'una hèlix curta citoplasmàtica del TMD, anomenada ”hèlix aparelladora” (“coupling helix”). Aquest part de la volta EAA s'enganxa a una petita esquerda de la superfície formada entre el RecA-like i els subdominis ABC helicals, i que està aproximadament paral·lela a la bicapa lipídica.

### Importadors ABC grans
El BtuCD i l'HI1470/1 són classificats com importadors ABC grans. La subunitat de la transmembrana de l'importador de la vitamina B12, el BtuCD, conté 10 hèlix TM i la unió funcional consisteix en dos còpies de cadascun dels dominis d'unió de nucleòtids (NBD) i del domini de transmembrana (TMD). El TMD i el NBD interaccionen l'un amb l'altre a través de les voltes citoplasmàtiques que hi ha entre dues hèlix del TM i la corba Q en l'ABC. En l'absència del nucleòtid, els dos dominis ABC són plegats i la interfase del dímer resta oberta. Una comparació entre les estructures amb la proteïna d'unió (BtuCDF) i les que no la tenen (BtuCD) revela que la BtuCD té una obertura de cara al periplasma, on en BtuCDF, la conformació que està de cara cap a fora està tancada a les dos cares de la membrana. Les estructures del BtuCD i del seu homòleg, HI1470/1, representen dos estats conformacionals diferents del transportador ABC. El camí de transport predit pel BtuCD està obert al periplasma i tancat a la part citoplasmàtica d la membrana, mentre que el HI1470/1 fa el contrari i obre només cap al citoplasma. La diferència en les estructures és que una subunitat de TM està en una girada 9° més que en l'altra.

### Importadors ABC petits
Les estructures del ModBC-A and MalFGK2-E, que estan en un complex amb la seva proteïna d'unió, corresponen al grup dels importadors ABC petits. Les TMDs de les dues estructures anteriors només tenen sis helix per subunitat. El homodímer del ModBC-A és una conformació en la qual les subunitats de TM (ModB) s'orienten formant una forma de V invertida amb una cavitat amb accés al citoplasma. Les subunitats ABC (ModC), d'altra banda, estan organitzades en una conformació oberta sense nucleòtids, en la qual la corba P d'una de les subunitats està orientada però es manté separada del tema LSGGQ de l'altra. La proteïna d'unió ModA està en conformació tancada amb el substrat lligat en una esquerda entre els seus dos lòbuls i unit a les corbes extracel·lulars del ModB, on el substrat està situat directament sobre l'entrada tancada del transportador. L'estructura del MalFGK2-E sembla que és un estat de transisció per la hidròlisis de l'ATP. Està en una conformació tancada que conté dos molècules d'ATP, ficades entre els temes Walker A i el B d'una de les subunitats i el tema LSGGQ de l'altra subunitat. La proteïna d'unió de la maltosa (MBP o MalE) està acoblada a la banda periplasmàtica de les subunitats TM (MalF and MalG) i una gran cavitat pot ser trobada a la interfase de la MalF i la MalG. La situació de les hèlixs TM és en una conformació en la qual estan tancades cap al citoplasma, però obertes de cara cap a fora. L'estructura suggereix la possibilitat que el MBP pot simular l'activitat de l'ATPasa del transportador cap a la unió.

### Mecanisme de transport via importadors
El mecanisme de transport per importadors demostra el model d'accés alternatiu. Els importadors en estat passiu són a la cara interior, mentre que el domini unió del nucleòtid (NBD) dímer resta obert gràcies als TMDs i es troba a la cara exterior, però protegit del citoplasma. Sobre l'acoblament, en una proteïna que es troba a la regió periplasmàtica dels dominis transmembrana, l'ATP s'uneix mentre que el NBD es tanca. Això posa en funcionament les regions passives del transportador gràcies a una conformació en la qual els TMDs es reorienten per tal de recebre substrat de la proteïna unió. Després de la hidròlisi de l'ATP, el NDB dímer s'obre i el substrat és alliberat al citoplasma. L'alliberament de l'ADP i el Pi fa tornar el transportador al seu estat passiu. L'única inconsistència d'aquest mecanisme enfront del model activador d'ATP és que la conformació de la seva regió passiva (lliure de nucleòtids) és diferent de l'esperada. Encara que en aquest cas el punt clau és que el NBD no dimeritza a menys que l'ATP i la proteïna unió estiguin units al transportador.

## Exportadors ABC
Els exportadors ABC dels procariotes són abundants i tenen homòlegs semblants en els eucariotes. Aquest tipus de transportadors són estudiats a partir del substrat que transporten. Un tipus interacciona amb l'exportació de proteïnes (per exemple toxines, enzims hidrolítics, proteïnes de la capa S, antibiòtics, bacteriocines, and i factors competidors i els altres en l'eliminació de drogues. Els transportadors ABC han guanyat importància perquè contribueixen a la resistència de les cèl·lules a antibiòtics i a agents antineoplàstic gràcies al fet que bomben aquestes substàncies fora de la cèl·lula. En organismes gramnegatius, els transportadors ABC s'encarreguen de la secreció dels substrats de la proteïna a través de membranes internes i externes simultàniament sense passar pel periplasma. Aquest tipus de secreció és anomenada secreció tipus I , en la qual prenen part tres components que funcionen junts: l'exportador ABC, una proteïna de fusió amb la membrana, (MFP), i un factor de fora la membrana (OMF). Un exemple és la secreció d'hemolisina (HlyA) de l'E. Coli, durant la qual el transportador ABC de la membrana interna interacciona amb una proteïna de fusió de la membrana interna HlyD i amb un factor facilitador extern TolC. El TolC permet el transport de l'hemolisina a través de les dues membranes, sense passar pel periplasma. La resistència dels bacteris als medicaments ha esdevingut un problema de salut cada vegada més important. Un dels mecanismes per la resistència als medicaments està associat amb un increment de l'eliminació de l'antibiòtic de la cèl·lula bacteriana. La resistència als medicaments associada a l'eliminació del medicament, mediada per P-glicoproteïna, va ser vista en cèl·lules de mamífers. En els bacteris, Levy i els seus col·laboradors van presentar una primera evidència que la resistència als antibiòtics era causada per una eliminació activa de la substància. La P-glicoproteïna és la bomba d'eliminació més ben estudiada i com a tal ha ofert importants coneixements sobre el mecanisme de les bombes en els bacteris. Encara que alguns exportadors transporten un tipus específic de substrat, la majoria poden transportar diverses classes de substàncies amb variacions en la seva estructura. Aquests transportadors són anomenats MDR (multi-drug resistant, en anglès) transportadors d'ABC i algunes vegades “aspiradores hidròfobes”.

### La P-glicoproteïna humana ABCB1/MDR1
La P-glicoproteïna és una proteïna ben estudiada i associada amb les MDR. Es troba en els humans i és de la família de les ABCB (MDR/TAP), també coneguda com a ABCB1 o MDR1 Pgp. L'MDR1 consisteix en un monòmer funcional amb dos dominis transmembrana (TMD) i dos dominis d'unió a nucleòtids (NBD). Aquesta proteïna pot transportar principalment cations o substrats elèctricament neutres així com un ampli espectre de substrats amfifílics. L'estructura del monòmer ABCB1 complet va ser obtingut en la presència i en l'absència de nucleòtids utilitzant criocristal·lografia electrònica. Sense nucleòtid, els TMDs són aproximadament paral·lels i formen un tub rodejant un por central, amb l'obertura dirigida al costat extracel·lular de la membrana i el tancat al costat intracel·lular. En la presència dels anàlegs ATP no-hidrolitzable i AMP-PNP, els TMDs pateixen una reorganització amb tres dominis clarament segregats. Un por central, el qual es troba tancat entre els TMDs, s'obre lleugerament per la cara intracel·lular amb un forat entre dos dominis permetent l'accés de substrat de la fase lipídica. El fet que es produeixi un empaquetament i una possible rotació de les hèlixs del TM a causa de la unió amb el nucleòtid suggereix un model de rotació d'hèlix com a mecanisme de tranport.

### Sav1866
La primera estructura vista en alta resolució vista en l'exportador ABC va ser la Sav1866, trobada a Staphylococcus aureus. La Sav1866 és homòloga dels transportadors multisubstància ABC. La Sav1866 té una seqüència similar al transportador ABC humà de la subfamília B que inclou MDR1 i TAP1/TAP2. Es coneix que l'activitat ATPasa de la SAv1866 és estimulada per substàncies usades com a cura del càncer, com la doxorubicina i la vinblastina, la qual cosa suggereix una especificitat similar a la de la P-glicoproteïna i un possible mecanisme comú de translocació del substrat. La Sav1866 és un homodímer de la meitat dels transportadors, i cada subunitat conté un TMD N-terminal amb sis hèlix i un NBD C-terminal. Els NBDs tenen una estructura similar als altres transportadors ABC, en els quals els dos dominis unió de l'ATP estan formats a la interfase del dímer entre la regió Walker A d'un NBD i la LSGGQ de l'altre. Les estructures d'unió d'ADP de la SAv1866 mostra els NBDs en un dímer tancat i les hèlixs TM dividides en dues "ales" orientades cap al periplasma, formant una conformació que mira cap enfora. Cada ala consisteix en dues hèlix TM1-2 d'una subunitat i TM3-6 de l'altra subunitat. Conté llargs llaços intracel·lulars (ICLs o ICD) connectant els TMDs que s'estenen més enllà de la bicapa lipídica en el citoplasma i interaccionen amb els NBD. Mentre que els importadors contenen una parella d'hèlix curtes que contacten amb un sol NBD, la Sav1866 té dues parelles d'hèlix intracel·lulars, una (ICL1) contactant amb els NBDs en les dues subunitats i l'altra (ICL2) interaccionant amb només la subunitat NBD oposada.

### MsbA
MsbA és un transportador MDR ABC i possiblement una flipasa lipídica. És una ATPasa que transporta lípid A, la fracció hidròfoba dels lipopolisacàrids (LPS), i un sacarolípid basat en glucosamina que fabrica la membrana exterior de molts bacteris gram-negatius. El lípid A és una endotoxina, així que la pèrdua de MsbA de la membrana cel·lular o certes mutacions que afecten el transport provoca una acumulació de lípid A a la membrana interior, cosa que mata a la cèl·lula. La MsbA és un homòleg bacterià proper a la P-glicoproteïna (Pgp), ja que té una seqüència proteica semblant i mostra una especificitat que coincideix amb les del transportador MDR-ABC LmrA del Lactococcus lactis. La MsbA de l'E. coli és en un 36% idèntica a la meitat N-terminal de la MDR1 humana, cosa que porta a pensar que tenen un mecanisme comú de transport dels substrats hidròfobs i anfipàtics. El gen MsbA codifica la meitat d'un transportador que conté un domini transmembrana (TMD) fusionat amb un domini unió de nucleòtid (NBD). És ensamblat com un homodímer amb un pes molecular total de 129.2 kD. L'MsbA conté 6 TMDs a la cara periplàsmica, un NDB localitzat a la cara citoplasmàtica de la membrana cel·lular, i un domini intrecel·lular (ICD), fent de pont entre TMD i NBD. Aquesta extensió de l'hèlix entre els segments TMD prop dels llocs actius dels NBD és responsable dels creuaments entre TMD i NBD. En particular, l'ICD1 serveix com a punt de gir de l'NBD, permeten així que l'NBD es dissociï i es dimeritzi durant la unió i la hidròlisi de l'ATP.

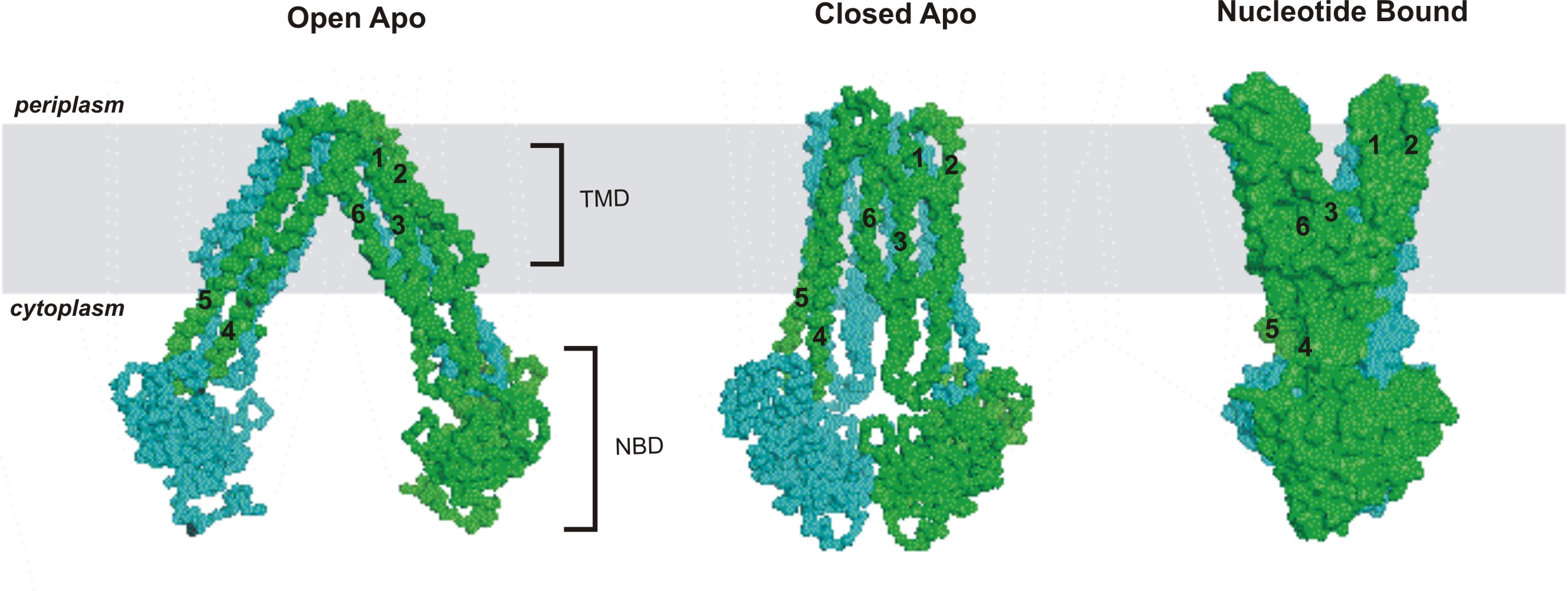
Estructures de MsbA en els tres estats conformacionals: forma oberta apo(PDB ID:3B5W), tancada apo(PDB ID:3B5X), i enllaçada amb un nucleòtid (PDB ID:3B60)

Estructures per rajos X prèviament publicades de la MsbA no es corresponien amb l'homòleg bacterià Sav1866. Les estructures van ser examinades altre cop i es va trobar un error que donava a lloc a models incorrectes de MsbA. Recentment, els errors han estat rectificats i s'han trobat noves estructures. Les regions passives de l'MsbA de l'E. coli exhibeix una forma de “V” invertida amb una cambra accessible cap a l'interor del transportador que suggereix una conformació oberta i cap a l'interior. Les zones de contacte del dímer estan concentrades entre els llaços extracel·lulars i mentre que els NBDs estan apartats aproximadament 50 amstrongs, les subunitats es troben confrontades. La distància entre els residus a la cara interna del dímer han estat verificades per experiments de plegament i estudis per ressonància paramagnètica electrònica (EPR). La relativa llarga cambra permet d'acomodar caps llargs com el que es troba en el lípid A. S'han de donar canvis conformacionals significatius per moure els grups de sucres llargs a través de la membrana. La diferència entre les dues estructures lliures de nucleòtid (també anomenades apo) és la zona de gir (30º aproximadament) de les hèlixs TM4/TM5, de la mateixa família que les TM3/TM6. En la conformació apo (de lV. cholerae MsbA), els NBDs es troben alineats i, encara que propers, no formen un embolcall amb l'ATP. A més, els llaços P dels monòmers oposats es posicionen prop dels altres. En comparació amb la conformació oberta, la cara interna del dímer TMD té moltes zones de contacte en la conformació tancada. Per les dues conformacions apo del MsbA, la cambra d'obertura mira cap enfora. L'estructura del MsbA-AMP-PNP (5'adenilil- β-γ-imidodifosfat), obtingut de la S. typhimurium, és similar a la Sav1866. Els NBDs en aquesta conformació oberta (d'unió a nucleòtids), s'uneixen per formar un embolcall per l'ATP, això és, el nucleòtid se situa entre el llaç P i la regió LSGGQ. La transició conformacional de l'apo MsbA tancat al MsbA-AMP-PNP té dos passos molt relacionats entre si: les hèlixs TM4-TM5 giren 10º cap a les TM3/TM6, portant els NBDs més a prop (no s'arriben a unir). Llavors les hèlixs TM4/TM5 s'inclinen 20º. Aquest moviment resulta en la separació de les hèlixs TM3/TM6 de les TM1/TM2, donant a lloc a una conformació oberta a partir de l'anterior, tancada. Així doncs, canvis espacials i en l'orientació dels NBDs reorganitza dràsticament l'empaquetament de les hèlixs transmembrana i activa l'accés a la cambra des de la part externa de la membrana. Les estructures determinades del MsbA són bàsiques pel model de transport per inclinació. Les estructures descrites permeten entendre també la naturalesa dinàmica dels exportadors ABC, com s'ha demostrat a partir d'estudis de fluorescència i EPR.

### Mecanisme de Transport per Exportadors

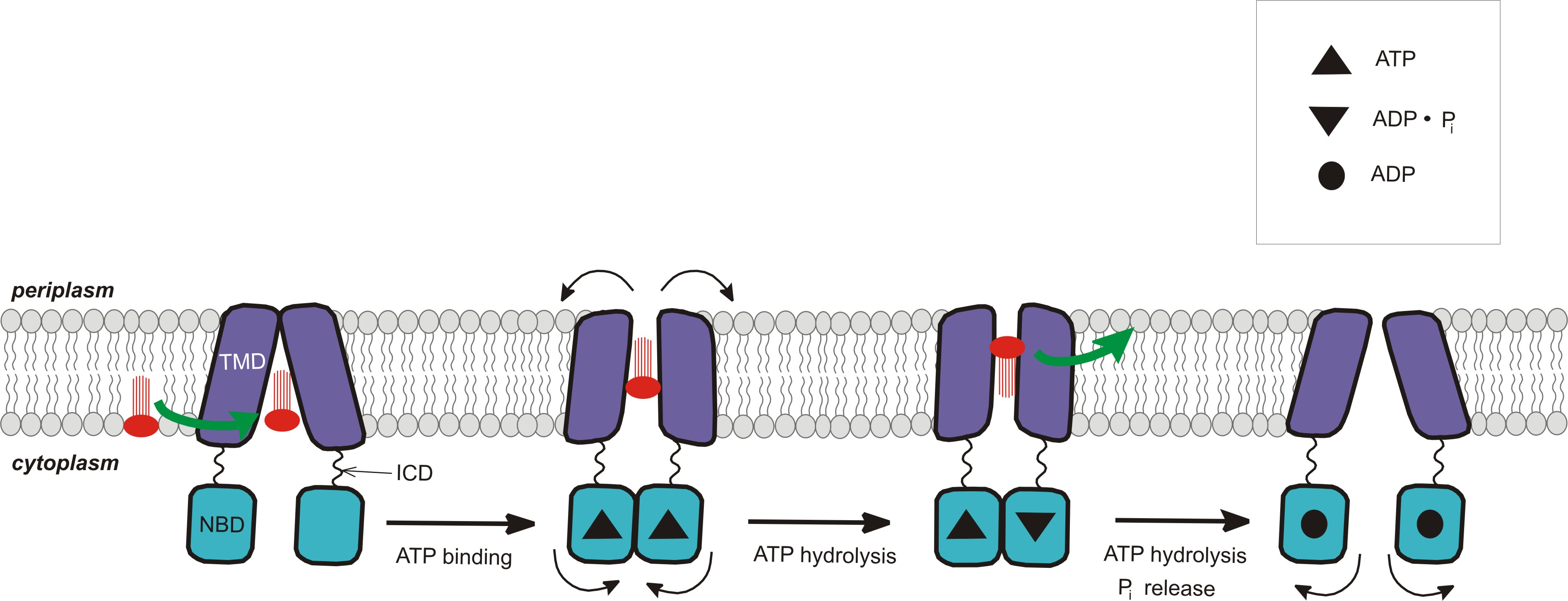
Mecanisme proposat pel transport per exportadors ABC. Aquest model va ser basat en estudis estructurals i bioquímics fets sobre l'MsbA.

Els exportadors ABC tenen un mecanisme de transport que es correspon amb el model d'accés alternatiu i el model activador d'ATP. En l'estat apo dels exportadors, la conformació és interna i els TMDs i NBDs es troben massa separats per incloure substrats anfifílics o hidrofòbics. En l'MsbA, en particular, la mida de la cambra és prou ample per acomodar els grups de sucre dels lipopolisacàrids (LPS). Com ha estat mostrat per diversos grups, la unió del substrat inicia el cicle de transport. El “poder d'activació”, és a dir, la unió de l'ATP que indueix la dimerització de l'NBD i la formació de l'embolcall de l'ATP, propicia canvis conformacionals en els TMDs. En l'MsbA, els grups de sucres (caps) són segrestats en la cambra durant el moment àlgid del “poder d'activació”. La cavitat és alineada amb residus carregats i polars que són solvatats creant un medi energèticament poc favorable pels substrats hidrofòbics i favorable per les parts polars en compostos amfifílics o grups sucre de LPS. Com que el lípid no pot romandre estable per molt de temps dins la cambra, el lípid A i altres molècules hidrofòbiques provoquen un moviment de flip-flop donant-los una posició més favorable a la cara externa de la membrana. El moviment de flip-flop pot ser degut també al trencament de parts rígides dels TMDs i per l'arrossegament de les cues hidrofòbiques de les LPS a través de la bicapa lipídica. El reempaquetament de les hèlixs dona lloc a l'estat de conformació externa. La hidròlisi de l'ATP fa més ample l'obertura periplasmàtica i empeny el substrat cap a la part externa de la bicapa lipídica. La hidròlisi de la segona molècula d'ATP i l'alliberament del Pi separa els NBDs. Tot seguit, es restaura l'estat passiu, obrint la cambra per la part citoplasmàtica i així començant un nou cicle.

## Actuació en la MDR
Es coneix que els transportadors ABC són crucials en el desenvolupament de la resistència a múltiples fàrmacs (MDR). Quan apareix la MDR, els pacients que estan rebent medicació finalment desenvolupen resistència no només al medicament que estan prenent, sinó que també a diversos tipus de substàncies diferents. Això és causat per diversos factors, un dels quals és l'excreció creixent del medicament per part de la cèl·lula gràcies als transportadors ABC. Per exemple, la proteïna ABCB1 (P-glicoproteïna) funciona bombant medicaments supressors de tumor fora de la cèl·lula. Pgp, també anomenat MDR1, ABCB1, és el prototipus de transportador ABC i també el gen més estudiat. El Pgp transporta cations orgànics o compostos neutres. Uns quants membres de la família ABCC, també coneguts com a MRP, poden conformar MDR com a compostos orgànics carregats negativament. Els membre més estudiat de la família ABCG és l'ABCG2, també anomenada BCRP (breast cancer resistance protein), que dona resistència a molts inhibidors de topoisomerasa I o II, com ara topotecà, irinotecà, i doxorubicina.
No està del tot clar com aquestes proteïnes poden translocar tanta varietat de substàncies. Tanmateix, un model (el model de l'aspirador hidrofòbic) assegura que, en les P-glicoproteïnes, les substàncies són unides indiscriminadament a la fase lipídica gràcies al seu caràcter hidrofòbic.

## Inversió de l'MDR
La resistència a certs medicament és un problema clínic comú que té lloc en pacients que pateixen malalties infeccioses o bé càncers. Microorganismes procariotes i eucariotes, així com cèl·lules neoplàsiques són sovint resistents a medicaments. L'MDR és sovint associada amb un increment en l'expressió dels transportadors ABC. La inhibició de transportadors ABC per compostos baixos en pes molecular ha estat molt estudiada en pacients de càncer; tanmateix, els resultats clínics no han estat significatius. Recentment diverses estratègies ARNi han estat aplicades per tal d'invertir MDR en diferents models de tumor i aquesta tecnologia és efectiva invertint transportadors ABC que participen en MDR en cèl·lules canceroses, esdevenint així una estratègia que promet en la tasca reduir l'MDR mitjançant gens per aplicacions terapèutiques. La tecnologia ARNi podria també reduir MDR en malalties infeccioses causades per patògens microbials.

## Actuació fisiològica
A més de donar capacitat MDR a les cèl·lules tumorals, els transportadors ABC són també expressats en membranes de cèl·lules sanes, on la seva tasca consisteix a facilitar el transport de diverses substàncies endògenes, així com de substàncies externes al cos. Per exemple, transportadors ABC com el Pgp, els MRPs i els BCRP limiten l'absorció de diverses substàncies de l'intestí, i en bomben d'altres fora de les cèl·lules hepàtiques capa a la bilis com a mitjà per extreure substàncies externes del cos. Un gran nombre de substàncies són transportades per transportadors ABC o bé afecten al transport d'altres substàncies. Les últimes investigacions porten a pensar en interaccions substància-substància, que provoquen efectes alterats de les substàncies que interaccionen.

## Mètodes per caracteritzar les interaccions dels transportadors ABC
Hi ha un gran nombre d'estudis de diferents tipus que permeten la detecció d'interaccions del transportador ABC amb compostos endògens i xenobiòtics. El rang de complexitat dels estudis és variat: van de relativament simples estudis de membrana com l'estudi del transport vesicular o l'estudi de l'ATPasa fins als més complexos basats en estudis que usen la detecció d'interaccions in vivo detection methodologies.

### Estudis de membrana
L'estudi del transport vesicular detecta la translocació de molècules duta a terme pels transportadors ABC. Les membranes preparades en condicions favorables contenen vesícules orientades de dins cap a fora amb llocs d'unió d'ATP i d'altres substrats del transportador a la meitat externa. Els substrats del transportador són bombejats (amb despesa d'ATP) dins les vesícules. Per separar les vesícules de la solució incubada s'usa la filtració ràpida mitjançant filtres de fibra de vidre o membranes de nitrocel·lulosa. Els compostos atrapats dins les vesícules són retinguts en el filtrat. La quantitat de molècules transportades catalogades ve determinada per l'HPLC, LC/MS, LC/MS/MS. Alternativament, els compostos són radiocatalogats, fluorescents o tenen una cua fluorescent de manera que la radioactivitat o fluorescència retinguda en el filtrat pot ser quantificada.
Diversos tipus de membranes de diferents orígens (per exemple cèl·lules d'insectes, o cèl·lules de mamífer seleccionades o transfectades) són usades en aquest tipus d'estudis. Les membranes poden comprar-se o ser preparades a partir de diverses cèl·lules o teixits, com en el cas de membranes canaliculars hepàtiques. Aquest tipus d'estudi té l'avantatge de mesurar la disposició actual del substrat a través de la membrana cel·lular. L'inconvenient és que compostos amb permeabilitat passiva alta o mitjana no són retinguts dins les vesícules, cosa que provoca que efectuar càlculs directes del transport d'aquests tipus de compostos sigui difícil.
L'estudi del transport vesicular pot ser portat a terme indirectament, a partir de substàncies que interaccionen modulen la velocitat de transport d'un compost exportat. Aquest tipus d'estudi és particularment útil per la detecció de possibles interaccions substància-substància i substància-substrat endogen. No és sensible a la permeabilitat passiva de compostos però detecta tots els compostos que interaccionen. A més, no proporciona informació de si el compost testat és inhibidor del transportador, o bé un substrat del transportador inhibint la seva funció de manera competitiva. Un exemple típic d'estudi indirecte de transport vesicular és la detecció de la inhibició de transport de taurocolada per l'ABCB11 (BSEP).

### Estudis basats en la totalitat de la cèl·lula
Les cèl·lules que expressen transportadors eliminadors bomben activament substrats extraient-los de la cèl·lula, cosa que dona a lloc a una menor acumulació de substrats, una menor concentració intracel·lular en estat estacionari, o a una eliminació de substrat més ràpida de la cèl·lula carregada amb aquest substrat. Els substrats radioactius transportats o marcatges fluorescents poden ser directament mesurats, també de manera indirecta la modulació d'acumulació d'un substrat prova (per exemple, marcatge fluorescent, com ara Rho123 o calceïna) pot ser determinada per la presència de la substància testada.
Calceïna-AM, un derivat de la calceïna altament permeable penetra dins de cèl·lules intactes, dins les quals les esterases endògenes ràpidament l'hidrolitzen a calceïna fluorescent. Al contrari que la calceïna-AM, la calceïna té una permeabilitat més baixa i així doncs queda atrapada a la cèl·lula i s'acumula. Com que la calceïna-AM és un excel·lent substrat pels transportadors d'eliminació MDR1 i MRP1, les cèl·lules que expressen un o l'altre transportador, o ambdós, bomben la calceïna-AM fora la cèl·lula abans que les esterases la puguin hidrolitzar. El producte d'això és una menor velocitat d'acumulació de la calceïna. Com més activitat MDR hi hagi a la membrana cel·lular, menys calceïna estarà acumulada al citoplasma. En les cèl·lules on s'expressa activitat MDR, l'addició d'inhibidor MDR o un substrat MDR en excés incrementa ràpidament la velocitat d'acumulació de la calceïna. L'activitat MDR és reflectida per la diferència entre les quantitats de marcatge acumulades en presència de l'inhibidor en contrast amb les trobades en absència d'aquest. Usant inhibidors selectius, l'activitat transportadora de l'MDR1 i l'MRP1 pot ser fàcilment distingida. Aquest estudi pot ser usat per aïllar substàncies de les interaccions transportadores, i també per quantificar l'activitat MDR de les cèl·lules. L'estudi a partir de calceïna és propietat de SOLVO Biotechnology.

## Subfamílies

### Subfamílies humanes
Hi ha 48 transportadors ABC coneguts presents en humans, els quals estan classificats en set famílies per la Human Genome Organization.
| Família   | Membres | Funció | Exemples |
| ABCA      | Aquesta família conté alguns dels transportadors més grans (més de 2100 aminoàcids). Cinc dels transportadors es troben en un cluster en el cromosa 17q24. | Responsable del transport de colesterol, lípids i d'altres compostos. | ABCA12   |
| ABCB      | Consistents en 4 transportadors totals i 7 mitjos transportadors.                                                                                          | Alguns es troben localitzats a la barrera sanguínia del cervell, al fetge, al mitocondri. Transporta pèptids i bilis, per exemple.                                                                                | ABCB5    |
| ABCC      | Consistents en 12 transportadors totals. | Usat en tranport iònic, receptors de la superfície cel·lular, i secreció de toxines. Inclou la proteïna CFTR, la qual causa fibrosis quística quan és deficient.                                                  | ABCC6    |
| ABCD      | Consistents en 4 mitjos transportadors. | Tots són usats als peroxisomes. | ABCD1    |
| ABCE/ABCF | Consisteix en una proteïna ABCE i 3 proteïnes ABCF. | No són realment transportadors, sinó simplement dominis unió d'ATP que deriven de la família ABC, però sense dominis transmembrana. Aquestes proteïnes regulen principalment la síntesi o expressió de proteïnes. | ABCE:RLI |
| ABCG      | Consisteixen en 6 mitjos transportadors “invertits”, amb el NBF a l'extrem N-terminal i el TM a l'extrem COO-.                                             | Transporten lípids, bilis, colesterol, i altres esteroides. | -        |

Una llista completa dels transportadors ABC humans pot ser trobada  Arxivat 2014-06-01 a Wayback Machine..

### Subfamílies procariotes
Importadors
- Transportador-1 de carbohidrats (CUT1)
- Transportador-2 de carbohidrats (CUT2)
- Transportador d'aminoàcids polars (PAAT)
- Transportador de pètpid/opina/níquel (PepT)
- Transportador d'aminoàcids hidrofòbics (HAAT)
- Transportador de sulfat/tungstat (SulT)
- Transportador de fosfat (PhoT)
- Transportador de molibdat (MolT)
- Transportador de fosfonat (PhnT)
- Transportador de metalls fèrrics (FeT)
- Transportador de poliamina/opina/ fosfonat (POPT)
- Transportador d'amina quaternària (QAT)
- Transportador de vitamina B12 (B12T)
- Transportador de metalls xelats (FeCT)
- Transportador de manganès/ zinc/ metalls xelats (MZT)
- Transportador de nitrat/nitrit/cianat (NitT)
- Transportador de taurina (TauT)
- Transportador de cobalt (CoT)
- Transportador de tiamina (ThiT)
- Transportador de metall braquispira (BIT)
- Transportador de siderofòr-Fe3+ (SIUT)
- Transportador de níquel (NiT)
- Transportador de níquel/cobalt (NiCoT)
- Transportador de metionina (MUT)
- Exportador de lípids (LipidE)

Exportadors
- Exportador de polisacàrids capsulars (CPSE)
- Exportador de lipooligosacàrids (LOSE)
- Exportador de lipopolisacàrids (LPSE)
- Exportador d'àcid teicoic (TAE)
- Exportador de fàrmacs 1 (DrugE1)
- Exportador de lípids (LipidE)
- Exportador putatiu de heme (HemeE)
- Exportador de β-Glicà (GlucanE)
- Exportador de proteïna-1 (Prot1E)
- Exportador de proteïna-2 (Prot2E)
- Exportador de pètpid-1 (Pep1E)
- Exportador de pèptid-2 (Pep2E)
- Exportador de pèptid-3 (Pep3E)
- Probable Exportador de glicolípid (DevE)
- Exportador de Na+ (NatE)
- Exportador de Microcina B17 (McbE)
- Exportador de fàrmacs 2 (DrugE2)
- Exportador de microcina J25 (McjD)
- Exportador de fàrmacs/siderofòr 3 (DrugE3)
- (Putatiu) ATPasa resistent a fàrmacs-1 (Drug RA1)
- (Putatiu) ATPasa resistent a fàrmacs-2 (Drug RA2)
- Exportador de macrolida (MacB)
- Exportador de pèptids-4Peptide-4 Exporter (Pep4E)
- Exportador de pèptid 5 component 3 (Pep5E)
- Translocasa de lipoproteïna (LPT)
- Exportador de β-Exotoxina I (βETE)
- Exportador de pèptid AmfS (AmfS-E)
- Exportador de pèptid Skfa (SkfA-E)
- Exportador de cisteïna CydDC (CydDC-E)

## Imatges
Moltes estructures de dominis hidrosolubles de proteïnes ABC han estat produïdes durant els darrers anys.